# 明円寺 (福山市)
明円寺（みょうえんじ）は、広島県福山市鞆町にある真宗大谷派の寺院。山号は松江山。本尊は阿弥陀如来。

## 歴史
承久年間、沼隈郡山田村に建立された小坊が始まりとされる。当初は天台宗であったが、暦仁元年（1238年）山南村（現・福山市沼隈町）光照寺の明光の導きで浄土真宗に改宗。文明年間、山田村領主から日蓮宗への改宗を迫られたが改宗を拒み、鞆の浦に移転した。石山合戦時は、10代住職長存が備後門徒を集め、「進者往生極楽、退者無間地獄」の旗を掲げて奮戦し、東本願寺設立にも尽力した。その功績により本願寺12代教如から「松江山明円寺」の寺号を賜った。境内には鞆ノ平武右衛門の墓がある。民俗学者の沖浦和光の父方の菩提寺。

## 周辺
- 鞆の浦歴史民俗資料館
- 沼名前神社
- 安国寺
- 法宣寺
- 本願寺
- 鞆城